# Heteropoda procera
Heteropoda procera är en spindelart som först beskrevs av Ludwig Carl Christian Koch 1867.  Heteropoda procera ingår i släktet Heteropoda och familjen jättekrabbspindlar. Inga underarter finns listade i Catalogue of Life.